# La Roussière
La Roussière är en kommun i departementet Eure i regionen Normandie i norra Frankrike. Kommunen ligger i kantonen Beaumesnil som tillhör arrondissementet Bernay. År 2018 hade La Roussière 218 invånare.

## Befolkningsutveckling
Antalet invånare i kommunen La Roussière
Referens:INSEE